# Enric Planas i Coma
Enric Planas i Coma (Barcelona, 26 de maig de 1938) és un químic, teòleg i periodista català que ha ocupat diversos càrrecs relacionats amb la comunicació de l'Església Catòlica al Vaticà durant el mandat de cinc papes.
Estudià enginyeria química a l'Institut Químic de Sarrià de Barcelona, i periodisme a l'Escola de l'Església de Madrid, fundada pel Cardenal Herrera Oria. Deixeble de l'Arquebisbe Maximino Romero de Lema, sempre ha estat preocupat per l'atenció als marginats i la pastoral cristiana. Des de jove ha estat aficionat a la música.
Fou el primer director del Secretariat de la Comissió de Mitjans de Comunicació de la CEE entre 1968 i 1972. Després fou destinat al Vaticà per a treballar al Consell Pontifici de les Comunicacions Socials. Allà ha estat encarregat per als països castellans, membre del Comitè Directiu per a la Comunicació Social al Consell d'Europa, impulsor i coordinador general de la Red Informática de la Iglesia en América Latina (RIIAL), president del Comitè Científic de l'Institut Europeu d'Estudis Políticos, Econòmics i Socials, i director de la Filmoteca Vaticana. És considerat un referent de la comunicació de l'Església Catòlica i per aquest motiu el 2014 va rebre el guardó especial Bravo que lliura la Comissió de Mitjans de la Conferència Episcopal Espanyola.